# 横須賀市立武山小学校
横須賀市立武山小学校（よこすかしりつ たけやましょうがっこう）とは、神奈川県横須賀市太田和にある市立小学校。

## 沿革
- 1891年（明治24年） - 武学校と林学校を合併し、尋常武山小学校として開校。
- 1947年（昭和22年）4月1日 - 学制改革により現校名に改称。
- 1975年（昭和50年） - 横須賀市立富士見小学校を分離。
- 1982年（昭和57年） - 横須賀市立荻野小学校を分離。

## 通学区域
2014年度は以下の通りである。
- 御幸浜
- 林1丁目、2丁目（8番、9番を除く。）、4丁目、5丁目
- 武2丁目、4丁目、5丁目
- 山科台
- 太田和1丁目の内16番～28番、3丁目（697番～747番、1,165番～1,217番を除く。）、5丁目

太田和4丁目2565～2575番地は荻野小学校の通学区域であるが、通うことができる。

## 進学先中学校
通学区域の全域が横須賀市立武山中学校に進学する。
山科台は横須賀市立大矢部中学校にも進学できる。
また、公立学校選択制により、以下の中学校にも通うことができる。
- 横須賀市立長井中学校
- 横須賀市立大楠中学校
- 横須賀市立大矢部中学校
- 横須賀市立岩戸中学校
- 横須賀市立北下浦中学校
- 横須賀市立長沢中学校

## 交通
- 京浜急行バス 一騎塚バス停より徒歩5分